# Dwane Wallace
Dwane Leon Wallace (* 29. Oktober 1911 in Belmont, Kansas; † 21. Dezember 1989 in Wichita, Kansas) war von 1935 bis in die 1970er Jahre Geschäftsführer und Vorstandsvorsitzender der Cessna Aircraft Company. Danach war er noch bis in die 1980er Jahre als Berater für das Unternehmen tätig. Er baute Cessna von einem kleinen Flugzeugbauer zum größten Hersteller von Flugzeugen für die Allgemeine Luftfahrt aus. Wallace wurde als Quiet Giant of Aviation (deutsch: Leiser Riese der Luftfahrt) bezeichnet und 2012 posthum in die National Aviation Hall of Fame aufgenommen.

## Frühe Jahre
Dwane Wallace wuchs mit seinen Geschwistern Deane, Dwight und Doreen in Belmont in Kansas auf. Seine Eltern waren der Arzt Dr. Eugene Wallace und Grace Opal Wallace, geborene Cessna. Er war ein Neffe des Luftfahrtpioniers Clyde Cessna, Gründer der Cessna Aircraft Company. Cessna war zur Zeit von Wallace Geburt der erste Flugzeugbauer der Great Plains. 1924 nahm er seine Neffen zum ersten Mal in seinem Flugzeug, einer OX-5 Swallow, mit.
Das Flying Magazine schrieb, dass für Wallace bereits im Alter von zehn Jahren feststand, dass er in der Luftfahrtindustrie arbeiten möchte.
Als junger Erwachsener studierte Wallace Luftfahrttechnik an der Wichita State University und schloss das Studium im Mai 1933 mit einem Bachelor ab.
Während seines Studiums lernte Wallace das Fliegen von George Harte, dem Testpilot seines Onkels. Er absolvierte seinen ersten Soloflug in einer Cessna CG-2 nach nur einer Stunde und fünfundvierzig Minuten Training und schlug danach Änderungen am Flugzeug vor. Im März 1932 flog er zum ersten Mal allein einen Travel-Air-Doppeldecker und 1933 erhielt er seine Privatpilotenlizenz. Später erwarb er auch eine Berufspilotenlizenz mit Berechtigungen für mehrmotorige Flugzeuge und für den Instrumentenflug.

## Karrierebeginn
Nach seinem Abschluss begann Wallace Leben in der Arbeitswelt mitten in der Weltwirtschaftskrise. Das Unternehmen seines Onkels war von Investoren übernommen worden und schließlich geschlossen worden.
Wallace fand dennoch eine Anstellung bei der neugegründeten Beech Aircraft Corporation, das Unternehmen des früheren Geschäftspartners seines Onkels Walter Beech in Wichita, das in den Hallen der ehemaligen Fabrik von Cessna untergebracht war. Er war dort an der Entwicklung der Beech 17 beteiligt.

## Übernahme der Cessna Aircraft Company
Nachdem Beech 1934 die ehemaligen Cessna-Gebäude verlassen hatte, wendeten sich Wallace und sein Bruder Dwight, der Anwalt war, mit der Idee an ihren Onkel, mittels eines Stimmrechtskampfes die Kontrolle über die Cessna Aircraft Company zurückzuerlangen und die Produktion von Flugzeugen wieder aufzunehmen.
Die Wallace-Brüder gewannen den Stimmrechtskampf, indem sie im ganzen Land Investoren besuchten und mit dem Argument überredeten, dass sie sich mit einem sehr niedrigen oder gar keinem Gehalt zufriedengeben würden. Bei einer Aktionärsversammlung am 10. Januar 1934 übernahmen sie die Kontrolle über die Cessna Aircraft Company. Clyde Cessna wurde Geschäftsführer, aber Dwane als Fabrikdirektor und Dwight als Finanzdirektor leiteten praktisch das Unternehmen.
Cessnas Sohn Eldon blieb im Unternehmen, bis er es im Sommer 1935 nach Unstimmigkeiten zwischen ihm und Wallace über sein Gehalt verließ. Im Dezember 1935 verkaufte Clyde Cessna seine Firmenanteile an die Wallace-Brüder, blieb aber zunächst Geschäftsführer. Weniger als ein Jahr später, am 8. Oktober 1936, kurz nach Wallace fünfundzwanzigstem Geburtstag, zog sich Cessna endgültig aus der Firma zurück.

## Karriere bei Cessna
Dwance Wallace führte die Cessna Aircraft Company für die nächsten vier Jahrzehnte. Er baute das Unternehmen von einem kleinen Flugzeugbauer zum führenden Hersteller von Flugzeugen der Allgemeinen Luftfahrt aus.
Während seiner gesamten Zeit bei Cessna war Wallace ausschließlich auf das Unternehmen fixiert. Laut seines Nachfolgers Russ Meyer spielte er weder Golf noch Tennis, noch hatte er außer der Firma irgendwelche anderen Leidenschaften. Trotz seiner Leistungen, seines Reichtums, seiner Macht und seines Einflusses, war Wallace für seine Zurückhaltung und Bescheidenheit bekannt und verkehrte mit seinen Angestellten auf Augenhöhe. In seinen ersten Jahren als Geschäftsführer diente er als Testpilot und Verkäufer, lackierte eigenhändig Flugzeuge, spielte im Softballteam der Angestellten, brachte den Fabrikarbeitern Wasser und kehrte die Böden.
Trotz seiner zurückhaltenden Art war Wallace laut seinem langjährigen Assistenten Del Roskam ein „Hands-On-Manager“, der durch die Fabrik ging, sich mit Arbeitern und Schichtleitern unterhielt und persönlich Probleme besprach.

### Weltwirtschaftskrise
Ab 1934 unterstützte Wallace seinen Onkel und dessen Sohn bei der Entwicklung der C-3, eine verbesserte Version der Cessna Model A und bei dem Bau der älteren Cessna DC-6A.
1934 konstruierte es zusammen mit Eldon Cessna und anderen die Cessna C-34, ein Flugzeug mit sehr niedrigem Luftwiderstand, das aus einem Triebwerk mit 145 PS (107 kW) eine Geschwindigkeit von 140 kn (259 km/h) herausholte und 1935 zum ersten Mal ausgeliefert wurde. Es war das erste Modell von Cessna, das über Landeklappen verfügte und Landungen auf engem Raum damit vereinfachte. Das Flugzeug gewann mehrere Rennen und Wettbewerbe. Nachdem Wallace die Detroit-News-Trophy, einen bedeutenden Effizienz- und Leistungswettbewerb auf nationaler Ebene, zum dritten Mal mit einer C-34 gewonnen hatte, wurde sie dem Flugzeugmodell dauerhaft zuerkannt und die C-34 erhielt den Titel „World’s Most Efficient Airplane“. Dies steigerte die Verkaufszahlen und allein 1936 verkaufte Cessna 33 Exemplare.

Anmerkung: Es existieren gewisse Meinungsverschiedenheiten unter den historischen Darstellungen der Entwicklung der C-34. Eldon Cessna selbst sowie mit ihm vertraute Historiker schreiben ihm die Konstruktion der C-34 zu, während der Großteil der historischen Aufzeichnungen, die hauptsächlich von Angestellten der Cessna Aircraft Company oder von durch das Unternehmen geförderten Autoren aus der Zeit von Dwane Wallace Unternehmensführung stammen, Wallace die Konstruktion anrechnen. Manche davon behaupten, die Idee für die Konstruktion hätte Wallace bereits während seiner Collegezeit gehabt. Die letzteren Quellen nennen Eldon Cessna als mitwirkenden Ingenieur neben Tom Salter und Gerry Gerteis.

Neben der weiteren Steigerung von Ansehen und Verkaufszahlen, brachten Flüge auf Ausstellungen und großen Veranstaltungen sowie die Flugzeugrennen Preisgelder ein, die zu den Gewinnen des Unternehmens beitrugen. Daher waren Showflüge und Flugzeugrennen notwendige Pflichten in Wallace Anfangsjahren bei Cessna.
Die Jahre während der Weltwirtschaftskrise, in denen Wallace kein Gehalt nahm, waren für ihn und das Unternehmen äußerst schwierig. Fotos von ihm aus dieser Zeit zeigen einen sehr hageren Mann. Eine Legend besagt, es hätte eine Zeit gegeben, zu der sich auf den Unternehmenskonten gerade einmal fünf Dollar befunden hätten.
Im Februar 1935 begann Wallace, auch Flugzeugwartung anzubieten. 1937 stellte er Velma Lunt als Chefsekretärin ein und heiratete sie 1941. Sie absolvierte eine Pilotenausbildung inklusive der Berechtigung für mehrmotorige Flugzeuge und arbeitete viele Jahre eng mit ihrem Mann zusammen. Das Paar war bis zum Tod von Wallace verheiratet und hatte vier Töchter – Linda, Karen, Diana und Sarah.
1938 sah Wallace Verkaufsmöglichkeiten für ein neues, kostengünstiges, zweimotoriges Leichtflugzeug und begann mit der Entwicklung der Cessna T-50 Bobcat, die über zwei Motoren und ein Einziehfahrwerk verfügte. Beides war für Cessna Neuland. Obwohl er weder Erfahrung mit zweimotorigen Flugzeugen, noch eine Lizenz hatte, diese zu fliegen, brachte Wallace sich als Testpilot selbst bei, die Bobcat zu fliegen. Er spekulierte sowohl auf Absatzmöglichkeiten für eine zivile Version als auch, aufgrund des Ausbruchs des Weltkriegs in Europa, auf einen militärischen Markt und investierte im Mai 1940 in eine neue Fabrik. Die Spekulation ging auf.

### Zweiter Weltkrieg
Unter Wallace Führung überlebte die Cessna Aircraft Company die schweren Jahre bis zum Zweiten Weltkrieg. Danach schloss er Verträge mit den US-amerikanischen und kanadischen Regierung. Für die Royal Canadian Air Force baute er daraufhin eine Schulflugzeugvariante der Bobcat und das United States Army Air Corps kaufte tausende Exemplare der Cessna AT-8 für das Training von Transport- und Bomberpiloten sowie für den Einsatz als leichtes Transportflugzeug. Zu Kriegsende waren über fünftausend Exemplare geliefert worden, was Cessna zu einem der größten, US-amerikanischen Hersteller von Kleinflugzeugen machte.
Verträge über die Fertigung von Teilen für Militärflugzeuge anderer Hersteller und den Bau des Lastenseglers Waco CG-4A verhalfen Cessna zu weiterem Wachstum. Die Produktion von Teilen für Ganzmetallflugzeuge wie Motorabdeckungen für die Douglas A-26 und Leitwerke für die Boeing B-29 ermöglichten dem Unternehmen einen großen Vorsprung vor anderen Herstellern von Leichtflugzeugen, die zum größten Teil bei der Herstellung ihrer stoffbespannten Fachwerkkonstruktionen blieben, welche durch die enormen technologischen Fortschritte während des Zweiten Weltkriegs schnell überholt waren.
Während des Zweiten Weltkriegs gewann Cessna als erster der Flugzeughersteller aus Wichita den Army-Navy „E“ Award, der lediglich drei Prozent der Vertragspartner des US-Militärs verliehen wurde. Das Unternehmen konnte diese Auszeichnung insgesamt fünf Mal für sich verbuchen.

### Nachkriegsjahre
Nach dem Zweiten Weltkrieg begann Cessna die Produktion von zivilen Flugzeugen mit einem entscheidenden Vorteil gegenüber den meisten seiner Konkurrenten. Das Unternehmen hatte das Know-how und die Mittel, Flugzeuge in Ganzmetallbauweise zu bauen. Dieser Vorteil erwuchs zum einen aus den Cessna zugeflossenen Rechten und Patenten für die Herstellung von Ganzmetallflugzeugen des ehemaligen stellvertretenden Geschäftsführers Albin Longren und zum anderen aus den Erfahrungen aus dem regierungsfinanzierten Programm zu Fertigung von Teilen großer Ganzmetallflugzeuge während des Zweiten Weltkriegs.
Wallace konstruierte in kurzer Zeit einen Nachfolger der C-34 aus Metall. Dieser Nachfolger war die Cessna 190 / Cessna 195, ein schnelles, einmotoriges, sechssitziges Flugzeug mit Sternmotor.
Während der Rest der Flugzeughersteller zu freitragenden Tragflächen überging, führte Wallace Cessna danach weg von den freitragenden Konstruktionskonzepten seines Onkels hin zu eher konventionellen, abgestützten Schulterdeckern und begründete damit die Herstellung einer weltweit sehr erfolgreichen Serie von einmotorigen Leichtflugzeugen beginnend mit der Cessna 120 über die Cessna 140 bis hin zur Cessna 207. Die Entwicklung der Modelle 120 und 140 war ebenfalls der Anfang von Cessnas Hinwendung zu Flugzeugen mit kleineren Kabinen und Reihenmotoren.
Die Modelle 120 und 140 unterschied ihre Konstruktion ausschließlich aus Metall von anderen zweisitzigen Flugzeugen dieser Zeit. Robust, modern und preisgünstig massenproduziert, dominierte die 120 und 140 den Markt für zweisitzige Flugzeuge. Im Dezember 1946 produzierte Cessna fast so viele Flugzeuge wie alle seine Konkurrenten zusammen, und bis zu den frühen 1950er Jahren hatte das Unternehmen mit den Modellreihen 120 und 140 im Zusammenspiel mit einer Nachkriegsrezession die meisten anderen US-amerikanischen Hersteller von Leichtflugzeugen aus dem Markt gedrängt. Cessna hingegen florierte und eroberte mit der Cessna 170, einer verlängerten, viersitzigen Version der 120/140 dieses Marktsegment ebenfalls.
Nachdem die Nachkriegsrezession der später 1940er und frühen 1950er Jahre die meisten Flugzeughersteller der Allgemeinen Luftfahrt vernichtet hatte, stellte Wallace das Unternehmen auf eine breitere Basis und überlebte, indem er eine Abteilung zur Produktion von Mobiliar und hydraulischen Systemen mit einer Fabrik in Hutchinson aufbaute. Des Weiteren vergrößerte er sein Händlernetz und gründete eine Finanzierungsabteilung, was die Umsätze substantiell steigerte.
Wallace war allerdings zögerlich, was den Übergang von Spornradfahrwerken zu Bugradfahrwerken anging. Dadurch konnte der Konkurrent Piper mit seiner Tri-Pacer für mehrere Jahre große Teile des Leichtflugzeugmarkts wieder zurückerobern. Schließlich reagierte Wallace mit einer Bugradfahrwerkvariante der Cessna 170 und brachte die Cessna 172 auf den Markt, die zum verbreitetsten Leichtflugzeug der Welt wurde und bis heute (Stand 2018) noch gebaut wird. 1958 produzierte Cessna mehr Flugzeuge als seine vier größten Konkurrenten zusammen und hielt damit einen Marktanteil von über fünfzig Prozent. In den späten 1950er Jahren nahm Wallace zweimotorige Flugzeuge in das Portfolio von Cessna auf und begann, in jedes denkbare Marktsegment vorzustoßen.
Er versuchte außerdem, Aufträge des Militärs für die Zulieferung von Teilen zu bekommen, was dazu führte, dass Cessna große Teile verschiedener US-amerikanischer Schulflugzeuge, Kampfflugzeuge und Bomber wie die Lockheed T-33, die Lockheed F-94, die Republic F-84, die Boeing B-47 und die Boeing B-52 fertigte. Die Bemühungen mündeten in der Konstruktion der Cessna T-37, die über mehrere Jahrzehnte der Standardschulungsjet der United States Air Force wurde. Viele andere Luftwaffen, bis 2009 auch die Deutsche Luftwaffe, setzten dieses Muster ein.
In den späten 1950er und früheren 1960er Jahren stellt Wallace Cessna noch breiter auf, indem er den Avionikhersteller Aircraft Radio Corporation und den Propellerhersteller McCauley Industrial Corporation kaufte. Er erweiterte Cessnas Fluid Power Division in Hutchinson, die Hydraulikzylinder für eine breite Palette industrieller Anwendungen produzierte und eröffnete Fabriken für Flugzeuge und Flugzeugteile zunächst in Glenrothes in Schottland und Reims in Frankreich und später in Mendoza in Argentinien sowie Verkaufs- und Wartungsbetriebe weltweit.
Für Cessnas internationalen Handelsbeziehungen zeichnete US-Präsident Lyndon Johnson Wallace 1964 während einer Zeremonie im Weißen Haus mit dem „E“-Award des Präsidenten aus.
Während der Zeit von Wallace Geschäftsführerschaft produziert Cessna „Flugzeuge für jede Gelegenheit“. Das Unternehmen hatte fast jeden denkbaren Flugzeugtyp von leichten zu mittleren Flugzeugen, einmotorig und mehrmotorig im Programm. Dazu gehörten Segelflugzeuge, Buschflugzeuge, kleine Militärtransporter, Wasserflugzeuge, Kunstflugzeuge, Hubschrauber, Geschäftsreiseflugzeuge, Agrarflugzeuge, kleine Linienflugzeuge, militärische Aufklärungs- und Verbindungsflugzeuge, militärische Schulflugzeuge, Kampfjets und Businessjets – insgesamt über vierzig Modelle.
Allerdings waren nicht alle von Wallace Projekten erfolgreich. Insbesondere die Cessna 620, eine kleine, viermotorige Linienmaschine und der Hubschrauber Cessna CH-1 Skyhook wurden beide schon vor Beginn einer nennenswerten Produktion wieder eingestampft. Gleiches gilt für die viersitzige, zivile Version der militärisch sehr erfolgreichen Cessna T-37.
Viele Cessna-Modelle, die unter der Führung von Wallace entwickelt wurden, wurden die beliebtesten ihres jeweiligen Typs. Dazu gehören das weltweit beliebteste Schulflugzeug (Cessna 150), das weltweit beliebteste Leichtflugzeug (Cessna 172 Skyhawk), das weltweit beliebteste Hochleistungsleichtflugzeug (Cessna 182 Skylane), das weltweit beliebteste Buschflugzeug (Cessna 185 Skywagon) und das weltweit beliebteste Agrarflugzeug (Cessna 188 AgWagon).
Wallace war von 1935 bis 1964 Geschäftsführer von Cessna, bevor er Vorstandsvorsitzender wurde. Das Unternehmen, das er 1935 vom Rand der Pleite weggeführt hatte, war 1972 das erste Unternehmen weltweit, das über 100.000 Flugzeuge gebaut hatte.
1972 bewegte er die Hersteller, eine Handelsorganisation für die Allgemeine Luftfahrt getrennt von der von Herstellern der kommerziellen und militärischen Luftfahrt zu gründen. Die neugegründete General Aviation Manufacturers Association wählte ihn zu ihrem ersten Vorsitzenden.
Wallace gewagtestes Projekt war wahrscheinlich der erste Businessjet, die Cessna FanJet 500, die nach kurzer Zeit den Namen Cessna Citation bekam. Trotz breiter Kritik und Verspottung des ungewöhnlich langsamen Jets, glaubte Wallace fest an seinen Erfolg. Die ersten Verkaufszahlen verblassten gegen die des ortsansässigen Rivalen Lear Jet, dessen Model 23 wie die meisten anderen Businessjets der Zeit rund 130 kn (241 km/h) schneller war und mehr Passagiere über größere Strecken transportieren konnte. Allerdings waren diese Jets teurer und schwieriger zu fliegen und benötigten längere Start- und Landebahnen. Aber Wallace setzte sich durch. Die Citation-Reihe wurde schnell zum weltweit beliebtesten Businessjet ihrer Zeit und drängte ihre Konkurrenten vollkommen in den Hintergrund.
Am Ende von Wallace Amtszeit hatte Cessna alle anderen Hersteller ziviler Flugzeuge der Geschichte mit über 170.000 gebauten Exemplaren – von stoffbespannten Modellen über Spornradflugzeuge und zweisitzige Schulflugzeuge bis hin zu Kampfflugzeugen und Businessjets weit überflügelt.

### Ruhestand
1974 warb Wallace den Luftfahrtindustriemanager Russell W. Meyer Jr. von der Grumman Aircraft Corporation ab und baute ihn zu seinem Nachfolger auf. 1975 zog er sich als Vorstandsvorsitzender zurück und überließ Meyer das Unternehmen, blieb jedoch Teil des Vorstands.
Wallace verschwand schnell aus dem Licht der Öffentlichkeit und trat nur noch zusammen mit seiner Frau Velma Wallace als Mäzen, hauptsächlich für die Wichita State University, seine Alma Mater, in Erscheinung. In beratender Funktion blieb er Cessna bis in die 1980er Jahre erhalten. So war er unter anderem an der Entwicklung der Cessna 208 Caravan beteiligt. In seinem Nachruf in der New York Times wurde bekannt, dass Wallace sich 1983 nach einem Streit mit seinem Nachfolger Meyer vom Unternehmen abgewandt hatte.
Dwance Wallace starb am 21. Dezember 1989 nach langer Krankheit im Alter von 78 Jahren.
Er war Mitglied der Aviation Pioneers Hall of Fame, der Society of Experimental Test Pilots und der Quiet Birdmen.

## Preise und Ehrungen
- 1934 – DeSilva Trophy, Miami All-American Air Races[8][9]
- 1936 – Argentine Trophy, Miami All-American Air Races[8][9]
- 1936 – Detroit News Trophy, Miami All-American Air Races[8]
- 1970 – Native Sons and Daughters' Kansas of the Year[10]
- 1975 – Daniel Guggenheim Medal für seine Leistungen in der Förderung der Luftfahrt. Wallace war der Erste aus dem Bereich der Allgemeinen Luftfahrt, der diese Auszeichnung erhielt.[10][11]
- 1981 – Wright Brothers Memorial Trophy, prestigeträchtigster Preis in der US-amerikanischen Luftfahrt, für seine bedeutende Führung, technische Innovationen, technische Leitung und Öffentlichkeitsarbeit in Bezug auf die Entwicklung der Luftfahrt in den Vereinigten Staaten.[2][11]
- 1990 – Aufgenommen in die Kansas Aviation Hall of Fame in Wichita, Kansas[2]
- 2012 – Aufgenommen in die National Aviation Hall of Fame in Dayton, Ohio.[1]

Obwohl Wallace die treibende Kraft hinter der Verwandlung der Cessna Aircraft Company von einem kleinen, mühsam überlebenden Unternehmen zum in Bezug auf die Produktionszahlen weltweit größten Hersteller von Flugzeugen war, behielt er den Namen seines Onkels als Firmenname bei, anstatt das Unternehmen nach sich selbst zu benennen. Sein Name wurde jedoch in den 1960er Jahren an einem neuen Fabrikgebäude auf dem Wichita Mid-Continent Airport angebracht.
Des Weiteren wurde 1979 das neue Hauptgebäude des College of Engineering an der Wichita State University nach ihm Wallace Hall benannt.